# ODAIBAラブサバイバル
『ODAIBAラブサバイバル』（おだいばラブサバイバル）は、脚本・小林深雪、作画・白沢まりもによる日本の漫画作品。ここでは本作と関連のある作品「夢をかなえる夏休み」もあわせて記述する。
『なかよし』2000年11月号別冊付録『なかよしtheネクスト（連載作を決めるための読者コンペ企画）』に掲載され、1位を獲得したことを受けて連載化された。講談社の漫画雑誌『なかよし』2001年2月号から同年7月号、および同誌増刊の『2001 なかよしなつやすみランド』にて発表された。単行本は講談社コミックスなかよしから全2巻。

## 主な登場人物
長嶋 礼羅（ながしま れいら）
主人公。空手道場の娘。正義感は強いが頭に血が上りやすい。そのためしばしば騒動を起こしている。愛らしい顔に似合わず喧嘩が強い。目黒からお台場に引っ越してきた。
野村 嵐（のむら あらし）
ネットカフェオーナーの息子。恐喝しようとしていた男を叩きのめした礼羅に興味を持つ。
長嶋 星羅（ながしま せいら）
礼羅の姉。最終回で少しだけ登場した。大立ち回りを演じた妹を見つけて激怒。彼女を張り倒して自宅兼道場まで引き回した。北海道に遠距離恋愛中の男性がいる。

## 「夢をかなえる夏休み」について
「ODAIBAラブサバイバル」の原型になった読みきり作品。主人公は長嶋星羅である。『なかよし』の増刊『2000年 なかよしなつやすみランド』に掲載された。
友人だったはずの人物に男を取られ、失意のどん底にあった長嶋星羅が、北海道の自宅から家出して東京に流れ着いた少年・高橋銀河と出会う。そんな2人の、ひと夏の恋を描いたもの。

## 書誌情報
- 小林深雪（脚本） 白沢まりも（作画） 『ODAIBAラブサバイバル』 〈講談社コミックスなかよし〉（全2巻）
  1. 2001年8月第1刷発行 ISBN 978-4-061-78969-2
  2. 2001年12月第1刷発行 ISBN 978-4-061-78979-1（「夢をかなえる夏休み」を併録。）
- 小林深雪 『願えばきっとかなう』 〈講談社X文庫ティーンズハート〉 2001年7月第1刷発行 ISBN 978-4-062-59502-5
  - 脚本担当の小林深雪によるノベライズ作品。漫画版終了後の星羅と高橋の生活を描いた内容。